# Rasul Boqiev
Rasul Boqiev (n. 29 septembrie 1982, Leninski raion⁠(d), Republica Sovietică Socialistă Tadjikă, URSS) este un judocan ce a reprezentat Tadjikistan, medaliat olimpic. A participat la 2 ediții ale Jocurilor Olimpice (2008, 2012) în care a câștigat o medalie de bronz.